# مجموعة توماس كوك
مجموعة توماس كوك (19 يونيو 2007- 22 سبتمبر 2019) هي شركة سياحة ووكالة سفر بريطانية عالمية مدرجة ببورصة لندن. تأسست في 19 يونيو 2007 عن طريق اندماج شركتي (توماس كوك ايه جي ومجموعة ماي ترافيل). تمتلك المجموعة عدداً من مشغلي الرحلات السياحية، وشركات الطيران العارض (خطوط توماس كوك الجوية) في كل من المملكة المتحدة، بلجيكا والدول الاسكندنافية ومصر، وتمتلك أيضا شركة كوندور للطيران وموقع الحجز الإلكتروني Hotels4u.

## إفلاسها
في مساء يوم 22 سبتمبر 2019، فشلت المحاولة الأخيرة في سبيل إنقاذ مجموعة توماس كوك على إثر رفض «بنك فوسان» إضافة ما يقارب 200 مليون جنيه إسترليني إلى قرض بقيمة 900 مليون جنيه إسترليني، ومن جهة أخرى لم تستطع حكومة المملكة المتحدة من إنقاذ توماس كوك دون المجازفة بخسائر كبيرة قد تمس الخزانة العامة للدولة. في الساعة 2:00 من صباح يوم 23 سبتمبر 2019 أعلنت الإدارة عن توقف العمل بالشركة فورا، تاركة حوالي 600,000 سائح تقطعت بهم السبل أثناء العطلات الخاصة بهم.
تقود هيئة الطيران المدني عملية إنقاذ لضمان العودة الآمنة في الوقت المناسب لحوالي 150,000 مواطن بريطاني تقطعت بهم السبل في أماكن عطلهم، متجاوزة انهيار «خطوط مونراخ» كأكبر عملية إجلاء من نوعها تقوم بها المملكة المتحدة. وفقا لبي بي سي، استحوذت CAA على حوالي 45 طائرة من مختلف شركات الطيران التابعة للمجموعة، بما في ذلك إيزي جيت وأتلانتيك فرجين. فيما ستتولى شركات التأمين مسؤولية العملاء من ألمانيا، أحد أكبر أسواق الشركة سابقا.